# Ekaterini Voggoli
Ekaterini Voggoli (Lárisa, Grecia, 30 de octubre de 1970) es una atleta griega, especialista en la prueba de lanzamiento de disco, en la que ha logrado ser medallista de bronce mundial en 2003.

## Carrera deportiva
En el Campeonato Europeo de Atletismo de 2002 ganó la medalla de oro en el lanzamiento de disco, llegando hasta los 64.31 metros, superando a la rusa Natalya Sadova (plata con 64.12 m) y a la también griega Anastasia Kelesidou (bronce).
Al año siguiente, en el Mundial de París 2003 ganó la medalla de bronce en lanzamiento de disco, con una marca de 66.73 metros, quedando en el podio tras la bielorrusa Irina Yatchenko (oro con un lanzamiento de 67.32 metros) y su compatriota la también griega Anastasia Kelesidou (plata con 67.14 metros).